# Anne Anastasi
Anne Anastasi (ur. 19 grudnia 1908 w Nowym Jorku, zm. 4 maja 2001 tamże) – psycholożka amerykańska o dużym wkładzie do rozwoju psychometrii.

## Życiorys

### Dzieciństwo i wykształcenie
Dorastała jako jedynaczka w rodzinie o pochodzeniu sycylijskim. Jej ojciec zmarł, gdy miała rok. Większość edukacji przyjęła w domu, uczęszczając do szkoły tylko przez kilka lat i uzyskując przyspieszone awanse do wyższych klas.
W wieku 15 lat podjęła studia w dziedzinie matematyki na Barnard College. Pod wrażeniem zajęć prowadzonych przez Harry`ego L. Hollingwortha i dzięki lekturze artykułu Spearmana o korelacjach, zdecydowała się zmienić kierunek na psychologię, uznając że jej zamiłowanie do matematyki może się i tam produktywnie spełnić. Ukończyła te studia w wieku 19 lat (B.A. 1928), i kontynuowała je – pomijając w nietypowy sposób studia magisterskie – na studiach doktoranckich na Uniwersytecie Columbii, które ukończyła w ciągu niecałych dwóch lat (Ph.D. 1929). Odbywała specjalne podróże do Minnesoty, aby móc uczestniczyć w zajęciach Ronalda Fishera. Swoją dysertację dyplomową, napisaną pod kierunkiem Henry`ego Garretta, poświęciła analizie czynnikowej testów pamięci.
W 1933 poślubiła poznanego na Columbii psychologa Johna Portera Foleya, który pracował m.in. z Franzem Boazem i J.R. Kantorem. Zainteresowania badawcze małżonków uzupełniały się przez całe życie, i działalność Anastasi była wzbogacona dzięki pracy jej męża o perspektywę antropologiczną. Ich wspólną pasją było też kolekcjonowanie dzieł sztuki; poświęciła później kilka prac tematowi psychologii estetyki.

### Praca i dalsze życie
Pracowała na Barnard College (1930–1939), Queens College (1939–1947) i Fordham University (od 1947), gdzie uzyskała pełną profesurę oraz doktorat honorowy i pracowała do późnych lat życia. Prowadziła zajęcia z psychometrii, analizy czynnikowej i statystyki, ciesząc się dużą popularnością i szacunkiem studentów.
Wydała 150 publikacji naukowych, obejmujących artykuły, książki, wielokrotnie wznawiane podręczniki i monografie. Zwracała w swoich publikacjach dużą uwagę na wpływ kontekstu sytuacyjnego i warunków testowych na rezultaty narzędzi psychometrycznych. Rozwijała konceptualizację podstawowych dla psychometrii pojęć takich jak trafność testu, i zaznaczała, że miary inteligencji i osobowości mają pod względem tego kryterium głębokie słabości. Była krytyczna wobec prób stworzenia testów w pełni nieobciążonych kulturowo.
Pełniła funkcję przewodniczącej sekcji psychologii ogólnej (w kadencji 1956), sekcji psychometrycznej (1965), i przewodniczącej całego Amerykańskiego Towarzystwa Psychologicznego (1972). Uhonorowano ją m.in. National Medal of Science (1987) i nagrodą APA za życiowe osiągnięcia (1994), oraz doktoratami honoris causa Villanova University, LaSalle College, Cedar Crest College i Uniwersytetu w Windsor.